# Вознесенський район
Вознесенський район (Вознесенщина) — район Миколаївської області в Україні, утворений 2020 року. Адміністративний центр — місто Вознесенськ.
Внаслідок російського вторгнення в Україну 2022 року близько 3% області окупували збройні сили Російської Федерації. Зокрема під їх контролем опинилося місто Снігурівка та декілька навколишніх сіл. Збройні сили України визволили захоплені території 10 листопада 2022 року.

## Історія
Район створено відповідно до постанови Верховної Ради України № 807-IX від 17 липня 2020 року. До його складу увійшли: Вознесенська, Южноукраїнська міські, Братська, Веселинівська, Олександрівська, Доманівська, Єланецька селищні, Новомар'ївська, Бузька, Дорошівська, Прибужанівська, Мостівська, Прибузька сільські територіальні громади.

### Передісторія земель району
Раніше територія району входила до складу Вознесенського (1923—2020), Братського, Веселинівського, Доманівського, Єланецького районів, ліквідованих тією ж постановою.